# Свети Никола (Нови пазар)
„Свети Никола“ (на сръбски: Црква Св. Николе) е възрожденска православна църква в град Нови пазар, Сърбия. Част е от Рашко-Призренската епархия на Сръбската православна църква. Църквата е обявена за паметник на културата.

## Архитектура
Църквата е построена в 1871 година от майстори от Дебърската школа. В архитектурно отношение е еднокорабна сграда с триделно олтарно пространство, двускатен покрив и купол върху осмоъгълен барабан и квадратна основа. Принадлежи към типа сакрални сгради, издигани в Санджак през XIX век, без камбанария, тъй като районът все още е бил под властта на Османската империя. Фасадите са завършени с хармонично разпределени релефни профили, изработени от полихромен трахит. В декоративен смисъл се откроява западната стена на църквата, с портал, над който е изобразен покровителят на храма Свети Николай.
Интериорът не е живописен, а от западната страна на наоса се издига просторна галерия женска църква с богато резбована преграда.
Интериорът на църквата е обогатен с монументален иконостас от 1875/76 година, рисуван от братя Васил, Алексо и Теофил Гиновски от Галичник. Обхващайки цялата ширина на наоса, иконостасът напълно затваря гледката на изток и с вълнообразно разположение обикаля двата източни стълба на подкуполното пространство. Състои се от 107 икони с неравностойно качество, като най-успешните произведения са тронните икони и няколко старозаветни сцени върху парапетни плочи. Колективното авторство е потвърдено от надпис на иконата на Иисус Христос на владишкия трон, който казва, че в 1876 година при Мелетий архиепископ Печки и митрополит Рашко-Призренски и Скендерийски е изписан иконостасът и архиерейският престол от „Браћа Кр. Даскаловићи Ђиноски од с. Галичника Нахје Дибарске“. Братя Гиноски изрисуват обширна програма от икони. Иконостасът е замислен като висока триредова олтарна преграда с монументални размери. Това е и най-обемното и най-комплексно художествено дело на Братя Гиновски и е една от най-сложните олтарни предгради в сръбските църкви от XIX век.
Надпрестолният кръст е подписан „Коста Анасташiов“ от Крушево и датиран 24 февруари 1890 година.